# Ribes texense
Ribes texense là một loài thực vật có hoa trong họ Grossulariaceae. Loài này được (Coville & A. Berger) Standl. miêu tả khoa học đầu tiên năm 1930.